# ناوشکن کلاس ایپاوویو
ناوشکن کلاس ایپاوویو (به انگلیسی: Impavido-class destroyer) یک کلاس از کشتی است که طول آن ۱۳۰٫۹ متر (۴۲۹ فوت ۶ اینچ) می‌باشد.